# 합포성지
합포성지(合浦城址)는 대한민국 경상남도 창원시 마산회원구 합성동에 있는 성곽이다. 1976년 12월 20일 경상남도의 유형문화재 제153호로 지정되었다.

## 현지 안내문
배극렴이 왜구를 막을 목적으로 고려 우왕 4년(1378)에 돌로 쌓은 경상우도 병영성이다. 세종 8년(1426)에 좌우도 병영이 합쳐져 경상도 병영성이 되었다가 선조 16년(1583)에 진주로 우도 병영을 옮긴 후 합포진으로 사용된 것 같다.
성에는 4대문을 설치했고, 의만창·회영고 등의 건물이 있었다고 한다. 성 밖에는 주위에 연못을 파고 다리를 설치하였다. 성의 외벽은 큰 돌을 사용하여 견고함을 느끼게 하며, 하단의 기초석은 밖으로 내어 쌓았다. 내벽은 계단모양으로 위로 올라갈수록 좁게 쌓았는데 이것은 조선 전기 축성법의 특징이다.
현재는 북문터 주변에 80m 정도의 성벽이 남아있고, 사방이 아파트와 집들로 둘러싸여 있다.

## 사진

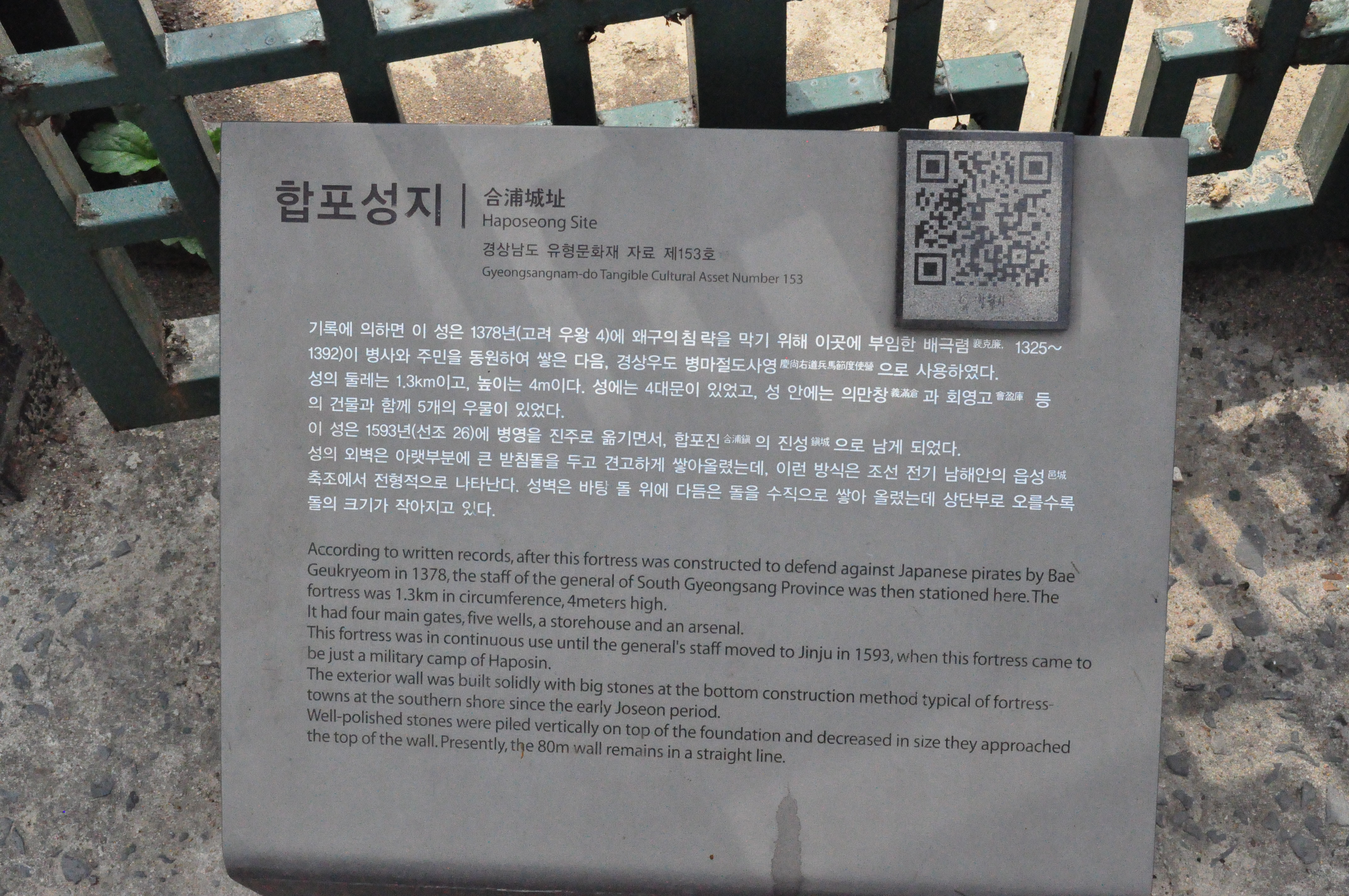
합포성지 앞에 있는 안내표지판
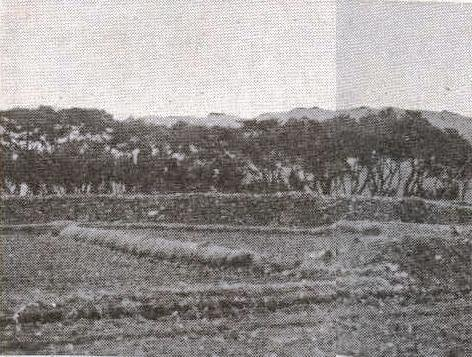
1930년대 일본인이 촬영한 당시의 합포성 사진
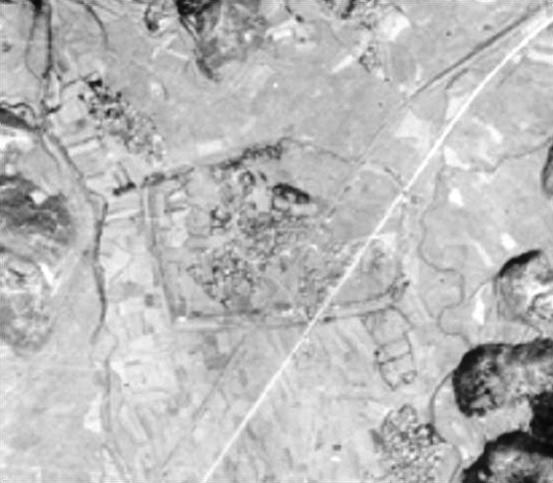
1947년, 미군이 촬영한 합포성. 흐릿하게 보이는 오각형 윤곽이 성지(城址)이다.북동에서 남서로 뻗은 흰색선은 국도 제14호선이다.
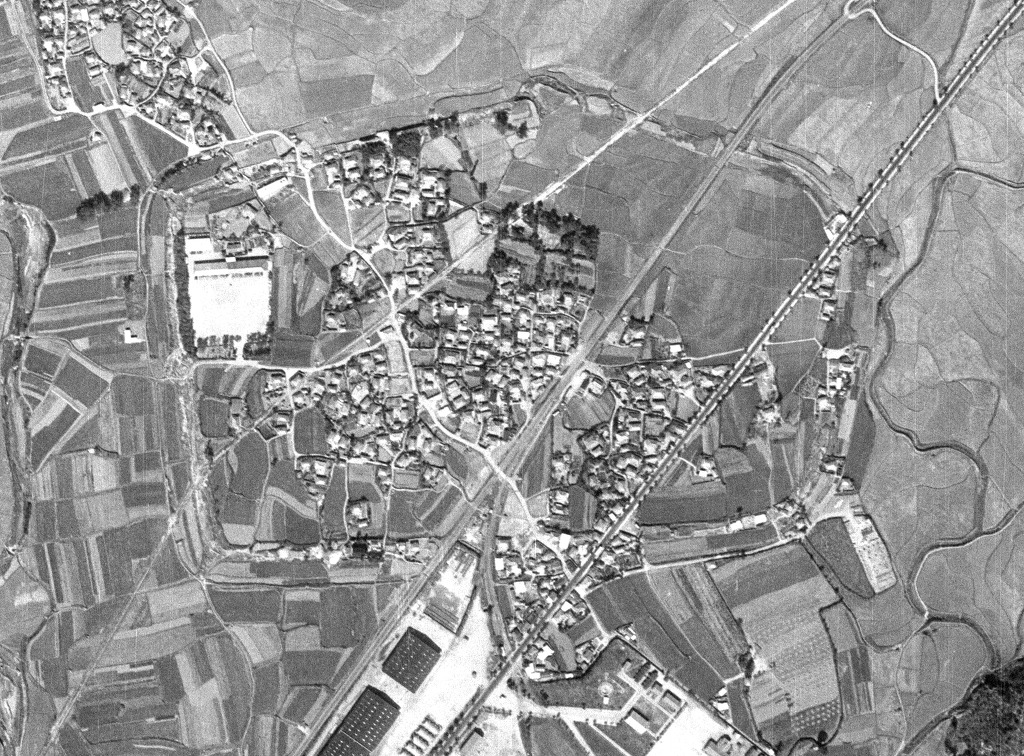
1967년, 경상남도 창원군 내서면 합성리 및 합포성지 일대.
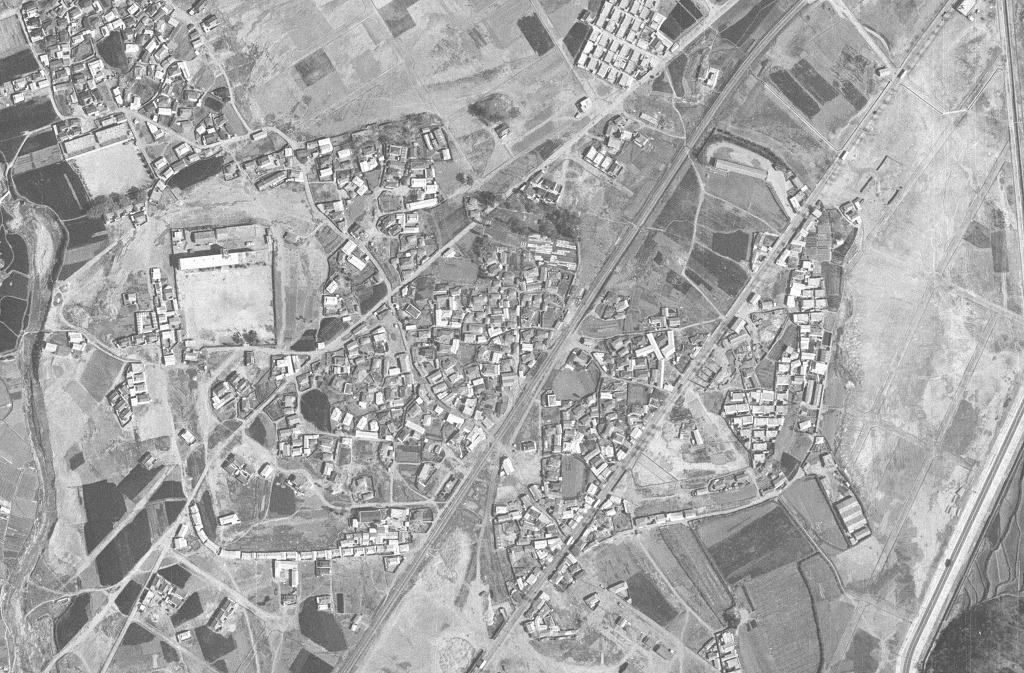
1975년, 경상남도 마산시 합성동 및 합포성지 일대.
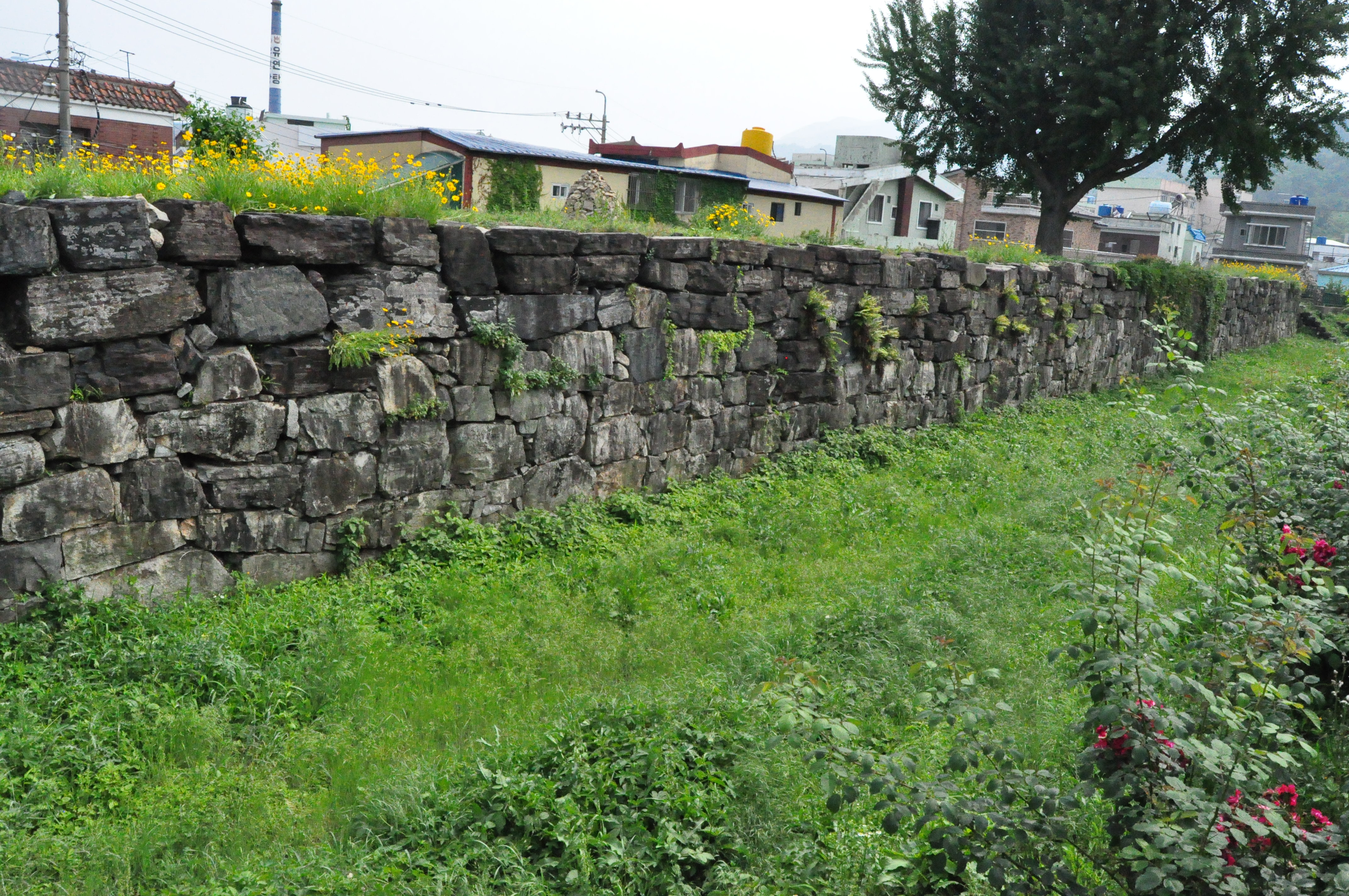
근거리 사진. 풀숲이 우거진 곳은 해자.
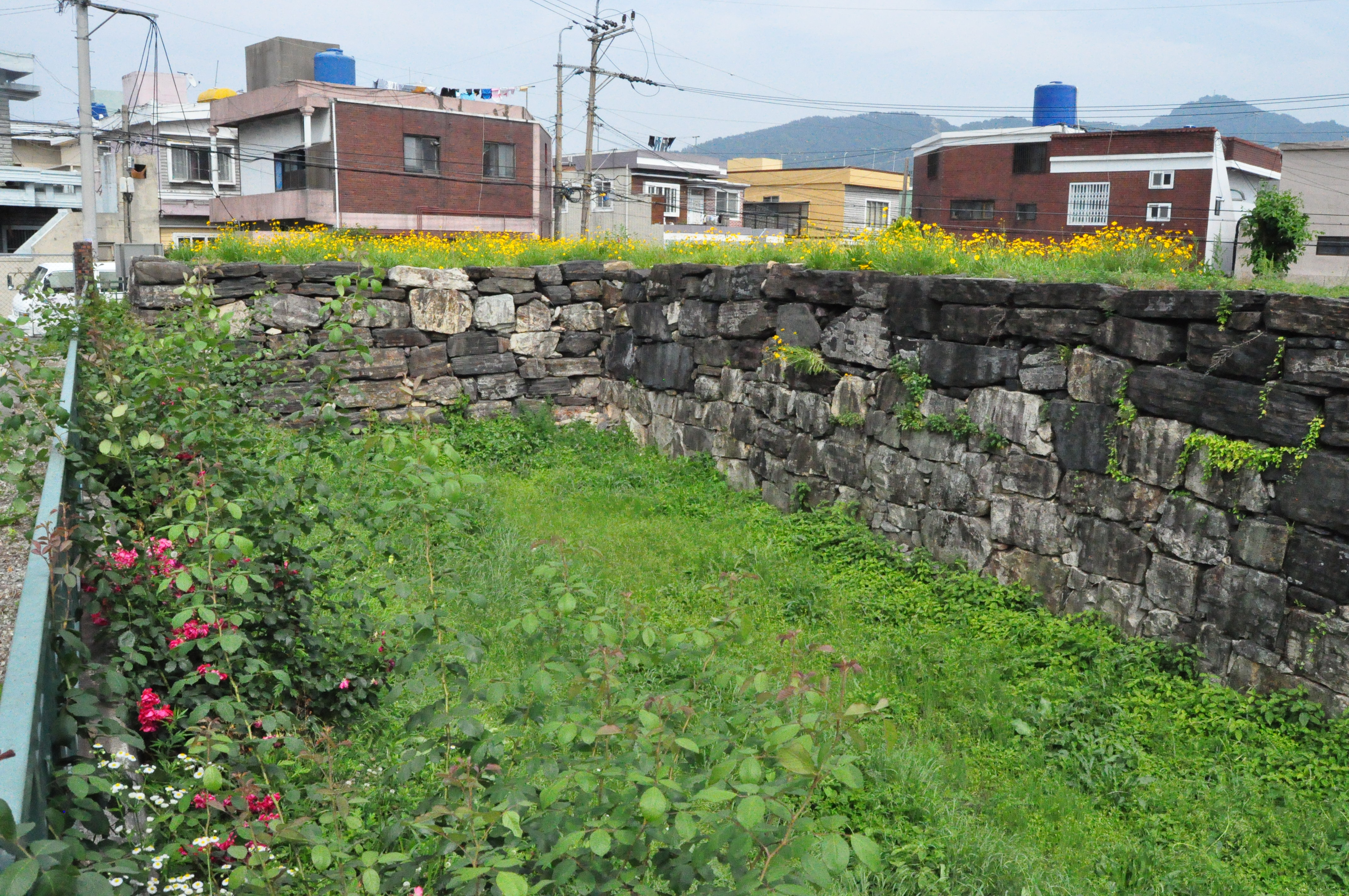
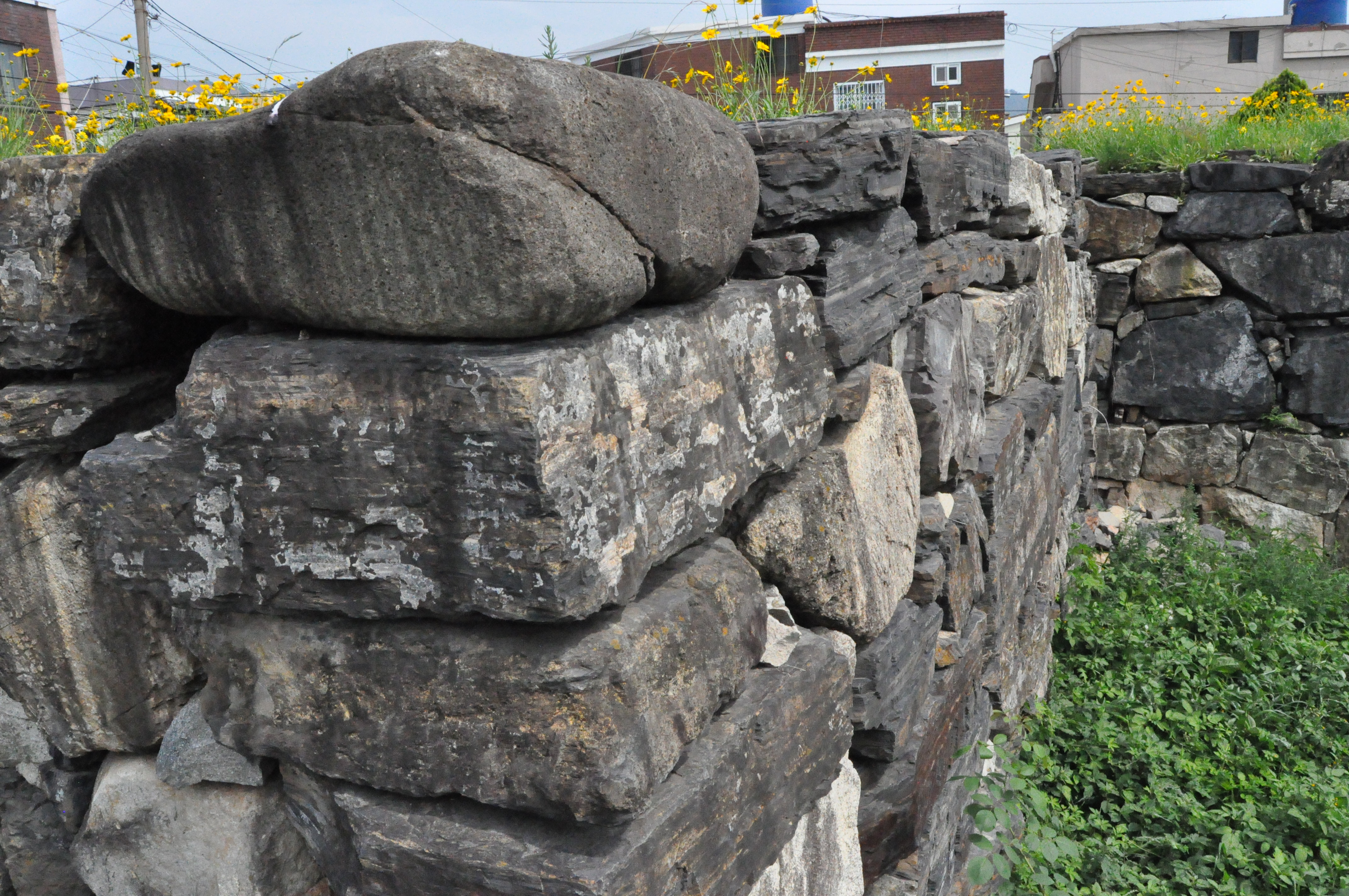
성벽을 이루고 있는 돌.

## 참고 자료
- 합포성지 - 국가유산청 국가유산포털